# 克里斯塔·米勒
克里斯塔·米勒（英語：Christa Miller；1964年5月28日—）出生于美国纽约州纽约市，为美国女演员。

## 生平
1964年，米勒出生于美国纽约州纽约市，她是模特儿邦尼·特龙佩特的女儿，她还有一个弟弟约翰·米勒，也是一个模特和演员。
1990年，米勒放弃了模特生涯，搬到了加利福尼亚州的洛杉矶居住。
她是第一个出现在《美信》杂志上的美国模特儿。

## 个人生活
1999年，米勒和制作人比尔·劳伦斯结了婚，
他们有三个孩子，分别是：夏洛特·莎拉（生于2000年6月8日）、威廉·斯托达德（生于2003年1月3日）、亨利·范杜塞（生于2006年10月8日）。

## 作品
- 《实习医生风云》
- 《宋飞正传》
- 《迈阿密犯罪调查》
- 2009年，《熟女镇》